# Trdnjava Kumbhalgarh
Kumbhalgarh (dobesedno 'trdnjava Kumbhal'), znana tudi kot Veliki indijski zid, je Mevarska trdnjava na zahodnem območju pogorja Aravali, le približno 48 km od mesta Radžsamand v okrožju Radžsamand v državi Radžastan v zahodni Indiji. Stoji približno 84 km od Udaipurja. V 15. stoletju jo je zgradil Rana Kumbha.
Leta 2013 je bila na 37. zasedanju Odbora za svetovno dediščino v Phnom Penhu v Kambodži trdnjava Kumbhalgarh skupaj s petimi drugimi trdnjavami Radžastana vpisana na Unescov seznam svetovne dediščine v skupini Hill Forts of Rajasthan (Hribovske trdnjave Radžastana).
Glavni arhitekt, ki je zgradil to utrdbo, je bil Mandan, ki je svoj slog dela dokumentiral v svojem besedilu Radžvallabh.
Utrdba je med največjimi utrdbami na svetu.

## Zgodovina
Zgodnje zgodovine trdnjave ni bilo mogoče ugotoviti zaradi pomanjkanja dokazov. Preden je Rana Kumbha zgradil novo trdnjavo, je obstajala majhna utrdba, omejena na majhno hribovito območje, ki naj bi jo zgradil kralj Samprati iz Maurija in je bila znana kot Matsjaendra Durg. Rana Lakha je v poznem 14. stoletju osvojil to celotno območje in ravnice Godvarja od Čauhana Radžputa iz Nadola.
Kumbhalgarh, kot trdnjavo vidimo, je zgradil Rana Kumbha, ki je bil Rana iz Mevarja iz klana Sisodia Radžput. Rana Kumbha se je obrnil na pomoč slavnega arhitekta tega obdobja, Mandana. Kraljestvo Mevar Rane Kumbhe se je raztezalo od Ranthamboreja do Gvaliorja in je vključevalo velike predele današnjega Madja Pradeša in Radžastana. Od 84 trdnjav v svoji oblasti naj bi jih Rana Kumbha zgradil 32, od katerih je Kumbhalgarh največja in najbolj dovršena.
Kumbhalgarh je tudi ločil Mevar in Marvar drug od drugega in je bila uporabljena kot zatočišče za vladarje Mevarja v času nevarnosti. Pomemben primer je bil primer princa Udaija, mladega kralja Mevarja, ki je bil sem pretihotapljen leta 1535, ko je bil Čitor oblegan. Princ Udai je kasneje nasledil prestol. Trdnjava je ostala nepremagljiva za neposredni napad.
Ahmed Šah I. iz Gudžarata je leta 1457 napadel trdnjavo, a se je zdel trud zaman. Takrat je veljalo lokalno prepričanje, da je božanstvo Banmata v trdnjavi varovalo in je zato uničilo tempelj. V letih 1458–59 in 1467 je Mahmud Khaldži poskušal še naprej, vendar se je prav tako izkazalo za neuspešno. Akbarjev general Šahbaz Kan je napadel to trdnjavo oktobra 1577 in po 6-mesečnem obleganju jo je lahko zavzel aprila 1577. Toda leta 1578 jo je znova zavzel Pratap. Leta 1818 je oborožena četa sandžasijev oblikovala garnizijo za zaščito trdnjave, vendar ga je prepričal James Tod in trdnjavo so prevzeli Britanci ter jo pozneje vrnili državi Udaipur. Tam so bili dodatki, ki so jih naredili maharane iz Mevarja, vendar je prvotna stavba, ki jo je zgradil Maharana Kumbha, ohranjena. Stanovanjske stavbe in templji so dobro ohranjeni. Trdnjava je znana tudi kot rojstni kraj Maharane Pratapa.

## Arhitektura
Trdnjava Kumbhalgarh, zgrajena na vrhu hriba 1100 m nad morsko gladino v pogorju Aravali, ima obodne zidovedolge 36 km, zaradi česar je med najdaljšimi ovzidji na svetu. Čelne stene so 4,5 m. Kumbhalgarh ima sedem utrjenih prehodov. V trdnjavi je več kot 70 templjev, tako džainističnih kot hindujskih. Z vrha palače je mogoče videti kilometre v pogorje Aravalli.

## Pomembne strukture v trdnjavi
Aaret Pol so bila prva vstopna vrata v trdnjavo. Halla Pol je na pobočju navzdol od vhoda. Takoj za Halla Pol je Badšahi Bavdi, stopničasti rezervoar, zgrajen po invaziji Šahbaz Kana leta 1578, generala mogulskega cesarja Akbarja, da bi vojakom zagotovil vodo.
Hanuman Pol, naslednja vrata so pol kilometra stran od Halla Pol. Hanuman Pol so dvonadstropna vrata z osmerokotnimi bastijoni. Vrata so dobila ime po kamniti podobi Hanumana pred vrati, ki jo je prinesel Maharana Kumbha.
Ram Pol je glavni vhod v trdnjavo, proti vzhodu je še en vhod, imenovan Vidžaj Pol.
Od Ram Pola do Badal Mahala, palače, zgrajene na najvišji točki trdnjave, je še pet vrat. Imena teh vrat so Bhairon Pol, Nimboo Pol, Čaugan Pol, Pagda Pol in Ganeš Pol.
Večina stavb je vidna z Ram Pola, ki velja za arhitekturni primerek.
Hindujski tempelj
- Ganešov tempelj – ta tempelj, ki je na levi strani Ram Pola, je zgradil Maharana Kumbha, podoba Ganeša pa je zapisana v svetišču. Stoji na visoki ploščadi, v katero se vstopa skozi stopnice z južne strani. Svetišče ima okrašen ukrivljen sikhar iz opeke, medtem ko imata mandapa in mukhamandapa kupolast strop.[9]
- Tempelj Čarbhuja – ta tempelj, posvečen štiriroki boginji, je tik na pobočju hriba na desni strani templja Ganeša. Dvignjen je nad visoko ploščad in obdan z obzidjem z vhodom z vzhodne strani.[10]
- Tempelj Neel Kanth Mahadeva je na vzhodni strani trdnjave, zgrajen leta 1458. Do osrednjega Šivinega svetišča pridemo skozi pravokotno ograjen prostor in skozi strukturo, ki jo podpira 24 ogromnih stebrov. Šivin idol je narejen iz črnega kamna in je upodobljen z 12 rokami. Napisi kažejo, da je tempelj obnovil Rana Sanga.[11]
- Tempelj Matadži, imenovan tudi tempelj Kheda Devi, je na južni strani templja Neele Kanth.[12]
- V skupini templjev Golera je 5 hindujskih templjev.
- Tempelj Mamadeo. Kenotaf Kunvarja Prithviraja, starejšega brata Rana Sange, je blizu tega templja.
- Surja Mandir (Sončni tempelj)

Džainistični templji
- Tempelj Parsva Natha (zgrajen leta 1513), džainistični tempelj na vzhodni strani in džainistični templji Bavan.
- V skupini templjev Golera so 4 džainistični templji.
- 2 jainistična templja blizu Visžav Pola
- Tempelj Džuna Bhilvara
- Tempelj Pital Šah džain[13]

## Kultura
Turistični oddelek Radžastana organizira tridnevni letni festival v trdnjavi v spomin na strast Maharane Kumbhe do umetnosti in arhitekture. Zvočne in svetlobne predstave so organizirane s trdnjavo v ozadju. V počastitev te funkcije so organizirani tudi različni koncerti in plesni dogodki. Drugi dogodki med festivalom so Heritage Fort Walk, zavezovanje turbanov, vlečenje vrvi in mehendi mandana med drugim.
Šest trdnjav Radžastana, in sicer Kumbhalgarh, trdnjava Čitor v Čitorgarhu, trdnjava Ranthambore v Savai Madhopurju, trdnjava Gagron v Džhalavarju, trdnjava Amber v Džaipurju in trdnjava Džaisalmer v Džaisalmerju, je bilo vključenih na Unescov seznam svetovne dediščine med 37. srečanjem Odbora za svetovno dediščino v Phnom Penhu junija 2013. Bile so priznana kot serijska kulturna lastnina in primeri Radžputove vojaške hribovske arhitekture.
Trdnjava Kumbhalgarh je bila prej opisana kot  The Fortress of Bowrie, in Rajpootana., kot jo je naslikal William Westall z gravuro v Fisher's Drawing Room Scrap Book, 1836.